# ダイサイゴー
ダイサイゴーは、日本の鹿児島市にある企業・アドベンチャー（現・株式会社ボッケモンプロ）が幕末・明治期の政治家・軍人である西郷隆盛をモチーフに作成したイベントプロモーション用キャラクター。いわゆる「ゆるキャラ」に分類される。薩摩剣士隼人にも登場しており番組やイベントで活躍している。

## 概要
維新ふるさと館からオモチャキッドの実績を評価されて依頼された西郷隆盛の紙芝居制作に伴い、2008年のNHK大河ドラマ『篤姫』放送に合わせて「鹿児島県の内外を問わず『鹿児島』を容易にイメージさせるキャラクター」として企画・立案され、2007年から活躍している。
見た目のインパクトを重視するため身長3.2mと通常の着ぐるみよりも大型になっており「薩摩の大巨人」というキャッチフレーズが冠されている。イベント等に出演するときには肩にダイサイゴーと書かれたたすきを架けることが多い。ダイサイゴーの衣装は東京・上野恩賜公園の西郷隆盛像をベースにしており、上野の西郷像が連れている飼い犬・ツンをモチーフとする薩摩犬のつんつんが同伴することも多い。
2007年11月のおはら祭りデビュー以降、鹿児島県内外のイベントや薩摩剣士隼人のキャラクターとして活動。2008年3月3日には鹿児島市の南洲神社で今後の活躍と地域への貢献を祈願すると共に、隣接する南洲墓地に参拝。
2012年1月11日には天文館アーケードで防犯ボランティアら約30人やつんつん、薩摩剣士隼人と一緒に二重ロックや防犯登録を訴えた自転車盗難防止のPRを行った。2013年には3月から5月にかけ、鹿児島空港に薩摩剣士隼人などと一緒にダイサイゴーの砂像も展示された。
鹿児島県でも、イオンモール鹿児島での練り歩きなど様々なイベントに出演しており、鹿児島県外でも、2008年3月のイオンモール福岡での鹿児島物産展PRをはじめ、2012年7月に薩摩剣士隼人、つんつんと一緒に登場した京セラドーム大阪の「第8回関西かごしまファンデー」、2013年6月にイトーヨーカドー大宮宮原店で行われた薩摩剣士隼人イベントなどのほか、多数のイベントに出演している。
テレビ番組へは、2012年7月26日 - 27日に出演した『FNS27時間テレビ』内「一瞬で笑顔になれる 爆笑!!列島カーペット」をはじめ、2012年1月放送の『嵐にしやがれ』内でダイサイゴーがクイズとして取り上げられた「ザ・セット回転しやがれ　長渕剛先生のふるさと鹿児島クイズ」、2012年9月放送のテレビ西日本『なるほど！オナマエ堂3』内で出演した「個性爆発!全国のゆるキャラの秘密に迫る」、2012年11月放送の「スッキリ!!」、2013年2月に杉村太蔵やつんつんと登場して、2015年9月には、もえのあずきの応援に登場した『ナニコレ珍百景』、2013年12月放送の『Kiss My Fake』、2014年8月にお願い!ランキング内で隼人、つんつんと一緒にはしのえみへ応援メッセージを送った「鹿児島県vs岐阜県ご当地フード対決」のほか、多数のテレビ番組に出演している。

## 薩摩剣士隼人でのダイサイゴー
薩摩の大巨人ダイサイゴー（さつまのだいきょじんだいさいごー）
回想では薩摩剣士隼人（第一部）二話から、本格的には第一部完結編二話から登場。西郷隆盛を慕う人々の気持ちから生まれたボッケモン。身長3.2メートル。体も心も何もかもでっかい。一人称は鹿児島弁で俺を意味する「おい」。
英知と巨大なパワーで鹿児島の人々を幾度と無く救ったことから「偉大な伝説のボッケモン」と称される。ただし人によっては名が通っておらず、第一部二話では、つんつんが「伝説の」ボッケモンという枕詞をつけてダイサイゴーを探していたため「伝説の」料理人である黒豚ヴィちゃんを紹介されている。思いのほか気さくに話しかけてくるため驚かれてしまうことがありつつ、たくさんの人々と触れ合うことを好みショッピングモールや商店街の祭りや観光地などによく現れ、つんつんと共に生活をしていたが、ある日鹿児島を襲った未曾有の危機に対処するため「薩摩の危機を食い止める」と告げ、つんつんに薩摩を頼むと言葉を残し危険な場所に一人で向かい行方不明となったため、つんつんが探していた。
第一部完結編では、つんつんとコンコンの嬉し涙によりコンコンパクトの力で召喚されデビルイッシーの前に立ちふさがり、つんつんから受け取ったジャンボつけ揚げ（ジャンボさつま揚げ）を食べ、その巨体で立ち向かいデビルイッシーと互角以上の戦いを見せイッシーを元に戻すため尽力した。再会して泣きじゃくるつんつんを励まし狐一族の長老と対話を交わした後、薩摩の危機は完全に去ったわけではないと語り、ボッケモンの涙の効果が消えないうちに、つんつんらの元から去っていった。この「薩摩の危機」について監督の外山は「薩摩の危機とは桜島の噴火。ただ、もし実際に桜島の大爆発が起こった場合、桜島の噴火という設定が使用できなくなるので具体的な表現を避けている」と解説している。
体当たりからの頭突き「鰹節之大頭（ぶしんだいびんた）」、大降りのパンチ「黒糖大拳骨（こくとうだいげんこっ）」、下駄での前蹴り「大げたんは」、ドロップキック「両棒下駄ん歯（ジャンボげたんは）」を駆使する他、連続攻撃でも「げたんは、かからん団子、ふくれ菓子、かるかん、しろくま、いこ餅、ねったぼ」と鹿児島における菓子の名を叫びつつ戦った。
テレビ放送版では薩摩剣士隼人の脚本などを手がける原田英樹が声優を務めている。